# William Edmund Garstin

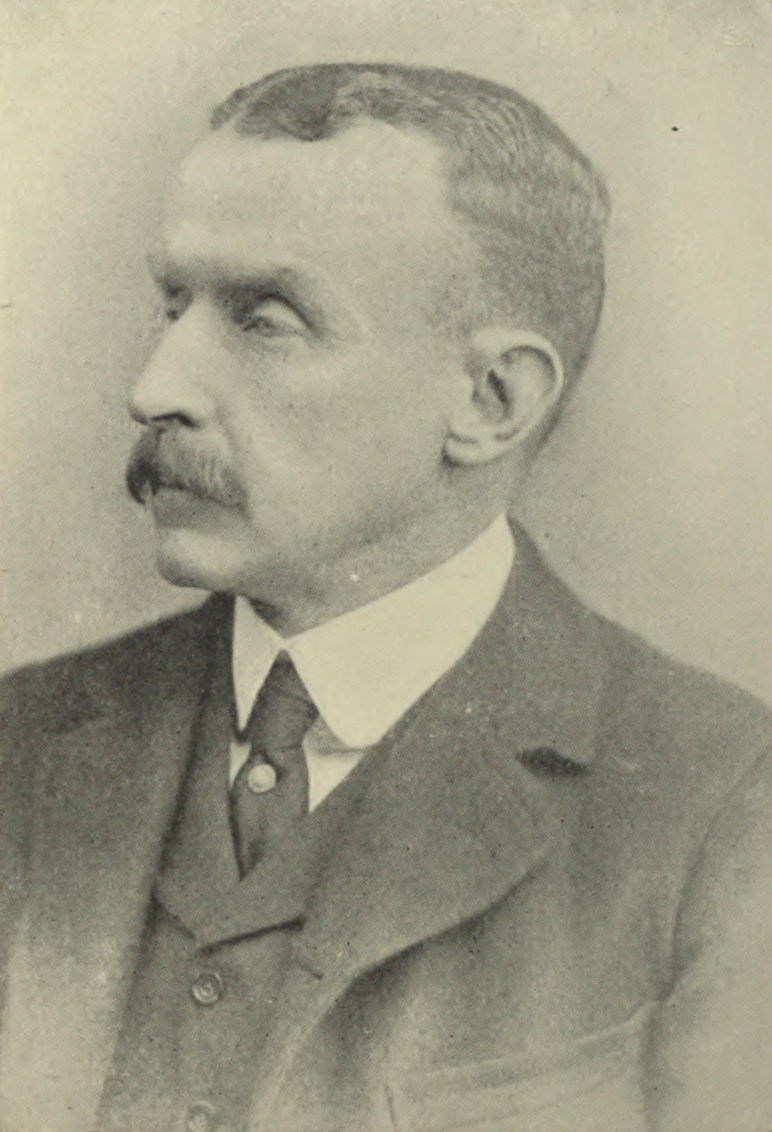
William Garstin

Sir William Edmund Garstin (* 29. Januar 1849 in Bengalen; † 8. Januar 1925) war ein britischer Bauingenieur und hochrangiger Kolonialbeamter in Ägypten.

## Leben
Garstin wurde als zweiter Sohn von Charles Garstin in Bengalen (Britisch-Indien) geboren, wo sein Vater als Bauingenieur für die Regierung arbeitete. Seine Mutter war Agnes Helen Mackenzie († 1871). Er besuchte das Cheltenham College und studierte Bauwesen am King’s College in London.
Am 9. Oktober 1888 heiratete er Mary Isabella North (1868–1953), Tochter von Charles Augustus North und Rachel Elizabeth Grant. Die Ehe wurde 1902 geschieden, da eine Affäre seiner Frau mit dem Offizier Charles à Court bekannt wurde.

### Karriere
1872 trat er eine Stellung im Public Works Department (PWD) in Indien an, einer Behörde, die sich um den Bau und die Unterhaltung von Straßen, Brücken und Regierungsgebäuden kümmerte.
13 Jahre später holte ihn Sir Colin Scott Moncrieff nach Ägypten, wo dieser gerade das Ministerium für öffentliche Bauten übernommen hatte. Hier sollten einige britische Ingenieure das ägyptische Bewässerungssystem in Angriff nehmen. Sie sollten u. a. die Bewässerung für die Regierungsbezirke Asyut, al-Minya und Beni Suef sicherstellen. Garstin wurde Generalinspektor, bereiste Ober-Ägypten und den Sudan und erstellte eine Reihe von Landkarten.
In diese Zeit fiel auch die Planung des ersten Assuan-Staudamms und des Asyut-Stauwehrs, die nach einem Entwurf von Sir William Willcocks (1852–1932) und nach Plänen von Sir Benjamin Baker (1840–1907) und William Edmund Garstin durch die Firma Sir John Aird & Co.von 1898 bis 1902 errichtet wurden.
1904 wurde er Berater der ägyptischen Regierung als Unter-Staatssekretär im Ministerium für Öffentliche Bauten (Public Works). Dem Ministerium unterstanden auch die Altertümer. In dieser Eigenschaft arbeitete er eng mit dem Service des Antiquités d’Egypte (SAE) (= Antikendienst heute: Supreme Council of Antiquities) und Gaston Maspero zusammen. 1905 erbat Lord Carnarvon von ihm eine Grabungslizenz, die er ihm gab. Maspero bat, dem Lord einen geeigneten Grabungsort zuzuweisen. Erst zwei Jahre später bat Carnarvon Maspero, ihm einen Grabungsleiter zu empfehlen, und Howard Carter trat in seine Dienste.
Nach seiner Pensionierung 1907 wurde er zum Direktor der Britischen Regierung in der Suez Canal Company (heute: Suez Canal Authority) ernannt. Während des Ersten Weltkriegs arbeitete er in England für das Rote Kreuz.
Er starb am 8. Januar 1925.

## Auszeichnungen
- 1887 Knight Commander des Order of St. Michael and St. George (KCMG)
- 1902 Knight Grand Cross des Order of St. Michael and St. George (GCMG)
- 1918 Knight Grand Cross des Order of the British Empire (GBE).
- Osmanje-Orden erster Klasse